# Bianca Boer
Bianca Boer (Groningen, 1976) is een Nederlandse schrijver, dichter, beeldend kunstenaar en schrijfdocent. 

## Publicaties
Ze publiceerde de verhalenbundel Troost en de geur van koffie (2007, L.J. Veen), de dichtbundel Vliegen en andere vogels (2010, L.J. Veen), de roman Draaidagen (2019, AtlasContact) en de dichtbundel Vaste grond (2022, AtlasContact). 
De roman Draaidagen werd genomineerd voor de Hebban Debuutprijs en kreeg positieve recensies, zoals in De Groene Amsterdammer. Haar verhaal Object 658 won in 2004 de Nieuw Proza Prijs. In 2018 won ze met het gedicht Laatst, in de ochtend de poëziewedstrijd van de stad Oostende. 

## Schrijfdocent
Als schrijfdocent is ze onder andere verbonden aan de Schrijversvakschool in Amsterdam en de Schrijfschool in Rotterdam.   

## Studie
Ze studeerde aan academie Minerva in Groningen, de Fachhochschule Berlin en de Schrijversvakschool Amsterdam waar ze in 2006 afstudeerde op proza en poëzie.

## Kunsten
Op haar Instagram pagina publiceert ze in 2022 iedere week een foto van een kunstwerk op A7 formaat waarin ze beeld en tekst combineert. Deze kunstwerkjes zijn te koop.      

## Projecten
In 2012 werkte ze mee aan een vertaalproject waarbij Duitse en Nederlandse dichters elkaars werk vertaalden, dit resulteerde in de bundel Verabredungen|Afspraken. Sinds 2022 is ze een van de deelnemende dichters van Eenzame Uitvaart Rotterdam.     